# Nuoto ai Giochi della IV Olimpiade - 100 metri stile libero
La gara dei 100 metri stile libero maschili dei Giochi della IV Olimpiade si è svolta tra il 17 e il 20 luglio 1908 allo Stadio di White City di Londra. Hanno partecipato 34 atleti.

## Risultati

### Batterie
Si disputarono 9 serie. I vincitori più il tempo migliore (in questo caso due nuotatori per ex aequo) furono ammessi alle semifinali.
| Pos. | Atleta              | Nazione     | Tempo  |
| ---- | ------------------- | ----------- | ------ |
| 1    | Zoltán Halmay       | Ungheria    | 1'08"2 |
| 2    | Theodore Tartakover | Australasia | ND     |
| -    | Bouke Benenga       | Paesi Bassi | ND     |
| -    | Herman Meyboom      | Belgio      | ND     |
| -    | Harald Klem         | Danimarca   | ND     |
| -    | Davide Baiardo      | Italia      | ND     |

| Pos. | Atleta            | Nazione       | Tempo  |
| ---- | ----------------- | ------------- | ------ |
| 1    | Otto Scheff       | Austria       | 1'11"4 |
| 2    | Addin Tyldesley   | Gran Bretagna | 1'12"0 |
| AC   | Gérard Meister    | Francia       | ND     |
| AC   | József Munk       | Ungheria      | ND     |
| AC   | Conrad Trubenbach | Stati Uniti   | ND     |

| Pos. | Atleta            | Nazione     | Tempo  |
| ---- | ----------------- | ----------- | ------ |
| 1    | Frank Beaurepaire | Australasia | 1'13"2 |
| 2    | Lambertus Benenga | Paesi Bassi | 1'14"0 |
| -    | Poul Holm         | Danimarca   | ND     |
| -    | Henrik Hajós      | Ungheria    | ND     |
| -    | Robert Andersson  | Svezia      | ND     |

| Pos. | Atleta         | Nazione       | Tempo  |
| ---- | -------------- | ------------- | ------ |
| 1    | Harald Julin   | Svezia        | 1'12"0 |
| 2    | Rob Derbyshire | Gran Bretagna | 1'12"6 |
| -    | Robert Foster  | Stati Uniti   | ND     |
| -    | Victor Boin    | Belgio        | ND     |

| Pos. | Atleta           | Nazione       | Tempo  |
| ---- | ---------------- | ------------- | ------ |
| 1    | Charlie Daniels  | Stati Uniti   | 1'05"8 |
| 2    | József Ónody     | Ungheria      | 1'13"2 |
| 3    | George Innocent  | Gran Bretagna | ND     |
| -    | René André       | Francia       | ND     |
| -    | Hjalmar Saxtorph | Danimarca     | ND     |

| Pos. | Atleta           | Nazione       | Tempo  |
| ---- | ---------------- | ------------- | ------ |
| 1    | Harry Hebner     | Stati Uniti   | 1'11"0 |
| 2    | Paul Radmilovic  | Gran Bretagna | 1'12"0 |
| -    | Fernand Feyaerts | Belgio        | ND     |
| -    | Edward Cooke     | Australasia   | ND     |

| Pos. | Atleta           | Nazione       | Tempo  |
| ---- | ---------------- | ------------- | ------ |
| 1    | Wilfred Edwards  | Gran Bretagna | 1'15"8 |
| 2    | Robert Zimmerman | Canada        | 1'35"8 |

| Pos. | Atleta          | Nazione       | Tempo  |
| ---- | --------------- | ------------- | ------ |
| 1    | George Dockrell | Gran Bretagna | 1'13"2 |

| Pos. | Atleta       | Nazione     | Tempo  |
| ---- | ------------ | ----------- | ------ |
| 1    | Leslie Rich  | Stati Uniti | 1'14"6 |
| 2    | André Duprez | Belgio      | 1'18"0 |

## Semifinali
| Pos. | Nome              | Nazione       | Tempo       | Note |
| ---- | ----------------- | ------------- | ----------- | ---- |
| 1    | Zoltán Halmay     | Ungheria      | 1'09"4      | Q    |
| 2    | Harald Julin      | Svezia        | 1'10"2      | Q    |
| 3    | Harry Hebner      | Stati Uniti   | 1'11"8      |      |
| 4    | Frank Beaurepaire | Australasia   | sconosciuto |      |
| 5    | Wilfred Edwards   | Gran Bretagna | sconosciuto |      |
| 6    | Paul Radmilovic   | Gran Bretagna | sconosciuto |      |

| Pos. | Nome            | Nazione       | Tempo       | Note |
| ---- | --------------- | ------------- | ----------- | ---- |
| 1    | Charlie Daniels | Stati Uniti   | 1'10"2      | Q    |
| 2    | Leslie Rich     | Stati Uniti   | 1'10"8      | Q    |
| 3    | George Dockrell | Gran Bretagna | 1'11"4      |      |
| 4    | Otto Scheff     | Austria       | sconosciuto |      |
| 5    | Addin Tyldesley | Gran Bretagna | sconosciuto |      |

## Finale
| Pos. | Nome            | Nazione     | Tempo       | Note            |
| ---- | --------------- | ----------- | ----------- | --------------- |
|      | Charlie Daniels | Stati Uniti | 1'05"6      | Record mondiale |
|      | Zoltán Halmay   | Ungheria    | 1'06"2      |                 |
|      | Harald Julin    | Svezia      | 1'08"0      |                 |
| 4    | Leslie Rich     | Stati Uniti | sconosciuto |                 |